# By Day
By Day é o segundo álbum de estúdio da banda musical brasileira Restart, lançado em 6 de dezembro de 2010 pela Radar Records. O lançamento foi precedido por um único single, "Pra Você Lembrar". Mesmo com uma divulgação menor o disco vendeu bem no primeiro semestre de 2011 e também foi certificado como disco de ouro pela venda de 40 mil cópias no Brasil, pela Pro-Música Brasil (PMB). O álbum trouxe sete músicas inéditas além de outras cinco regavações em espanhol abrindo espaço para o grupo fazer futuras apresentações na Argentina e no Uruguai.
| Críticas profissionais                                                      | Críticas profissionais |
| Avaliações da crítica                                                       | Avaliações da crítica  |
| Fonte                                                                       | Avaliação              |
| --------------------------------------------------------------------------- | ---------------------- |
| allmusic                                                                    | [ 3 ]                  |
| Esta tabela precisa de ser acompanhada por texto em prosa. Consulte o guia. |                        |

## Faixas
| By Day |                                                  |                                             |         |  |
| N.º    | Título                                           | Compositor(es)                              | Duração |  |
| 1.     | "Breve História"                                 | Pe Lu                                       | 2:48    |  |
| 2.     | "Recomenzar (Recomeçar)" (Acústica)              | Carlos Lara, Pe Lu, Koba, Pe Lanza          | 3:28    |  |
| 3.     | "Pra Você Lembrar"                               | Pe Lu, Koba                                 | 3:34    |  |
| 4.     | "Te Llevo Conmigo (Levo Comigo)"                 | Carlos Lara, Pe Lu, Koba                    | 3:28    |  |
| 5.     | "Como Tem Que Ser"                               | Pe Lu, Koba                                 | 2:52    |  |
| 6.     | "Happy Rock Sunday (Espanhol)"                   | Mariano Perez, Koba, Pe Lu                  | 2:45    |  |
| 7.     | "O Que Você Sonhou"                              | Pe Lu, Koba                                 | 3:32    |  |
| 8.     | "Amanecer En Tu Mirada (Amanhecer Em Teu Olhar)" | Thomas, Pe Lu, Koba, Pe Lanza, Ale Sergi    | 3:06    |  |
| 9.     | "Esse Amor Em Mim"                               | Pe Lu, Koba                                 | 3:21    |  |
| 10.    | "Recomenzar (Recomeçar)"                         | Thomas, Carlos, Lara, Pe Lu, Pe Lanza, Koba | 3:19    |  |
| 11.    | "Aqui De Lejos (Pra Você Lembrar)"               | Oscar Gómez, Pe Lu, Koba                    | 3:34    |  |
| 12.    | "Happy Rock Sunday"                              | Pe Lu, Koba                                 | 2:43    |  |